# Istoria Sloveniei

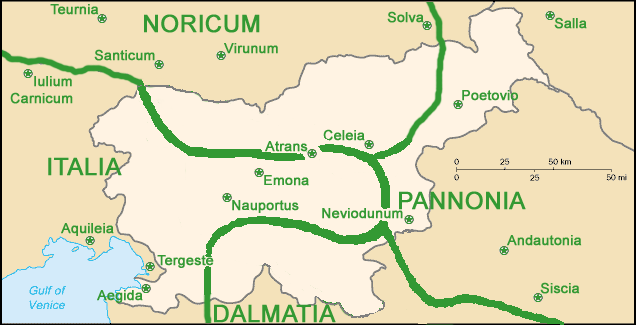
Hartă a Sloveniei cu provinciile şi cetăţile romane

Locuit în Antichitate de triburile ilire și celtice, teritoriul Sloveniei devine, în secolul II-I î.Hr., provincie a Imperiului Roman, rămânând după 395 d.Hr între Hotarele Imperiului Roman de Apus. Între secolele V-VII se stabilesc aici triburi ale slavilor, care vor asimila populația autohtonă (iliri, celți, traci, coloniști romani), în contextul procesului de etnogeneză al slovenilor. În secolul VII se constituie Marele Ducat al Karantaniei (Karinthiei), dependent de Bavaria (circa 750), apoi de Regatul Francilor (circa 788), temporar supus de unguri (907-955).
Ducatul slav al Carantaniei, primul stat proto-sloven și primul stat slav stabil, s-a format în secolul al 7-lea. În 745, Carantania și-a pierdut independența în fața Imperiului franc. Numeroși slavi s-au convertit la creștinism.
Manuscrisele Freising, cele mai vechi documente scrise într-un dialect sloven și primele documente slave în alfabetul latin datează din jurul anului 1000. 
În secolele VIII-X este adoptat creștinismul (catolicismul), slovenii stabiliți în extremitatea nord-vestică a lumii slave meridionale, ducându-și existența într-un spațiu cultural-politic german. Comitatele și ducatele se constituie din secolul X, dependente de Imperiul Roman, sunt anexate treptat de casa de Habsburg: Steiermark (Štajertska - 1280), Karinthia (Koroška - 1383), Kraina (Kranjska - 1335), Triest (Trst - 1383), Görz (Gorica - 1500), cunoscând, în secolele XV-XVII o puternică colonizare germană.

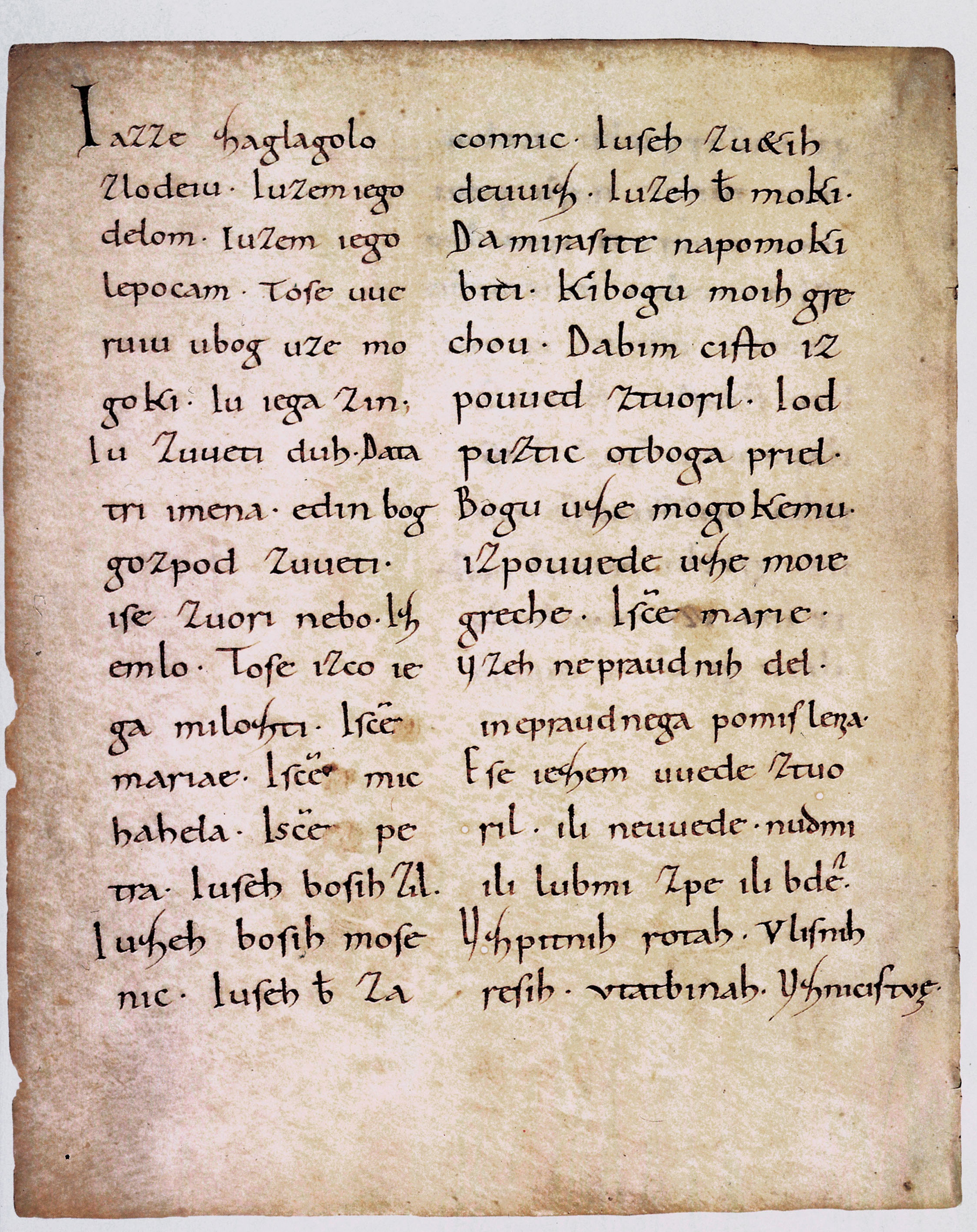
Manuscrisul Freising, cel mai vechi document în limba slovenă

După o efemeră includere în Provincia Ilire, sub controlul lui Napoleon I (1809-1813), Slovenia reintră sub stăpânirea Austriei, statut menținut și după instituirea dualismului austro-ungar din 1867. 
În 1848 a apărut un puternic program pentru o Slovenie unită, o dată cu mișcarea "Primăvara popoarelor" în Austria. Mișcarea de emancipare natională, dezvoltată în secolul XIX, impune, după prăbușirea Imperiului Austro-Ungar, la sfârșitul Primului Război Mondial, aderarea la 1.12.1918, la Regatul sârbilor, croaților și slovenilor (din 1929 Regatul Iugoslavia). Etnici sloveni trăiesc după 1918 și în Italia (Triest) și Austria (Steiermark și Kärnten).
După refacerea Iugoslaviei la sfârșitul celui de-al Doilea Război Mondial Slovenia a devenit o parte a Republicii Socialiste Federale Iugoslavia, declarată oficial pe 29 noiembrie 1945. Potrivit Constituției Republicii Populare Federative Iugoslavia din 31.1.1946, Slovenia devine una dintre cele 6 republici care alcătuiesc statul federal postbelic (sin 1963, RSFI). În urma unui arbitraj al ONU din 1954, portul Triest este atribuit definitiv Italiei, iar regiunea Istria invecinată, cu portul Rijeka (în Italiană Fiume), cu populație majoritară slovenă, revine Iugoslaviei și, implicit, Sloveniei.
Cea mai indistrializată și dezvoltată republică a federației Iugoslave, totodată cea mai omogenă etnic, Slovenia se desprinde și mai lin din statul federal și depășește fără convulsii sociale și economice momentul destrămarii Iugoslaviei. În condițiile crizei pe care o traversează Iugoslavia la sfârșitul deceniului 9, Slovenia și Croația se pronunță pentru restructurarea radicală a federației, apoi pentru independență, Slovenia fiind prima care introduce, în ianuarie 1989, la apelativul "socialist" din titulatura oficială a republicii. În urma referendumului din 23.12.1990, când 95% dintre votanți se pronunță pentru suveranitate, Slovenia își proclamă, la 25.6.1991 independența și obține după o serie de ciocniri armate retragerea tuturor unităților armatei federale iugoslave până la 26.10.1991. La 15.1.1992 independența Sloveniei este recunoscută de statele UE, la 22.5.1992 este admisă la ONU și la 14.5.1993 în Consiliul Europei.
Milan Kučan, președinte din 1990/92 este reales, în 1997 pentru un nou mandat de 5 ani ca șef al statului. 

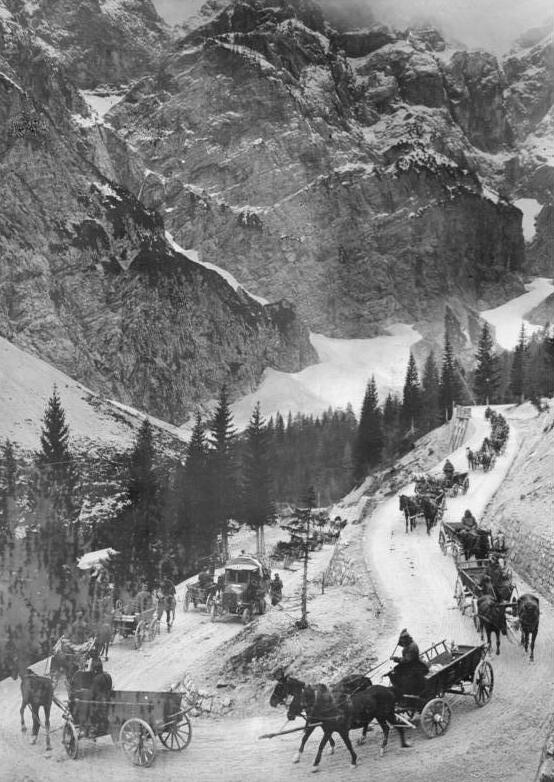
Trupele austro-ungare în vestul Sloveniei în timpul Bătăliei de la Isonzo

Alegerile parlamentare din 10.11.1996 situează în frunte Partidul Liberal Democrat (25 din cele 88 demandate ale parlamentului), urmat de Partidul Popular Sloven (19 mandate), Partidul Social Democrat (16 mandate), Partidul Creștin Democrat (10 mandate). Janez Drnovšek, liderul Partidului Liberal Democrat, prim-ministru din 1992, formează un nou guvern de coaliție. După retragerea premierului Janez Drnovšek, în urma unui vot de neîncredere, Parlamentul îl desemnează, în mai 2000, pe Andrej Bajuk în calitate de nou prim-ministru.
```
Slovenia s-a alăturat 
NATO
 pe 
29 martie
 
2004
 și 
Uniunii Europene
 pe 
1 mai
 
2004
.
```

Dintre toate fostele republici iugoslave Slovenia a cunoscut după destrămarea statului federal cea mai rapidă dezvoltare economică.